# Wendy Cruz
Wendy Cruz Lizano (Carmen, San José, 18 de marzo de 1980) es una periodista y presentadora costarricense radicada en Estados Unidos. Ha trabajado para importantes cadenas de noticias internacionales como CNN y Univision.

## Biografía
Wendy es hija de Carlos Enrique Cruz Zúñiga y Rosa María Lizano Jiménez. Tiene 4 hermanos. Nació en el distrito metropolitano del Carmen, en el cantón central de San José y desde muy temprana edad se involucró con el periodismo, siendo así su profesión, ya que se graduó en la Facultad de Periodismo en la Universidad Latina de Costa Rica. Desde el año 2010 está casada y actualmente es madre. Reside en Dallas, Estados Unidos, por motivos profesionales.

## Trayectoria
Wendy Cruz es una reconocida periodista y presentadora internacional con una experiencia de más de 15 años en las comunicaciones tanto en inglés como en español. Ha trabajado como reportera para prestigiosas cadenas internacionales como Univisión. Algunos de sus trabajos han sido publicados en CNN en Español. Nació en San José, Costa Rica, donde se graduó de la Facultad de Periodismo en la Universidad Latina de Costa Rica. A los 19 años fue contratada en su país natal como reportera y presentadora en el canal nacional de máxima audiencia (Teletica). Fue presentadora del noticiero matutino por 4 años. Colaboró en varias secciones de este canal de noticias cubriendo temas dentro y fuera de su país desde reportajes investigativos, sucesos, educación y política hasta temas de interés humano y social.
Wendy realizó una pasantía en la cadena CNN en el 2003 y posteriormente colaboró como corresponsal para el programa “El Mundo Informa” de la cadena CNN en Español.
En el 2007 fue contratada como presentadora principal del noticiero de las 5 de la cadena Univision en Dallas. Durante más de 7 años trabajó como reportera y presentadora de Univision 23 caracterizándose por su natural desenvolvimiento ante cámaras, carisma y profesionalismo. Ganadora de un premio Emmy por un reportaje que reconoce la labor de los inmigrantes en Estados Unidos “Guardianes del Barrio” (2014). Múltiples veces nominada por la Academia de Televisión, Artes y Ciencias por la excelencia de sus trabajos periodísticos (2008, 2010, 2014, 2015). Portada de la prestigiosa revista D-Magazine 2011 y considerada por el público como D-Most Beautiful Woman, un reconocimiento a su trabajo periodístico y social en Dallas. Wendy Cruz trabaja actualmente como periodista independiente, vive en Dallas, Texas, participa como moderadora en eventos, debates y conferencias dentro y fuera de Estados Unidos. Dirige la página web wendycruz.net y realiza trabajos independientes de asesoría y entrenamiento periodístico.